# 思德镇
思德乡，是中华人民共和国四川省南充市仪陇县下辖的一个乡镇级行政单位。《为人民服务》中张思德同志的故乡，原名六合场，因纪念张思德改名思德乡。
2019年9月，撤销秋垭乡和思德乡，设立思德镇，以原秋垭乡和原思德乡所属行政区域为思德镇的行政区域。

## 行政区划
思德乡下辖以下地区：
思德村、已字坝村、盘古庙村、韩家湾村、雨台山村、桃垭子村、圆坝子村、丰收村会和黄包梁村、苏家沟村、铁佛寺村、梅山垭村、摇石山村、广洞沟村、禹王庙村、秋树垭村和大旗山村。